# Raynham Hall
Raynham Hall est une maison de campagne dans le Norfolk, en Angleterre. Depuis près de 400 ans, c'est le siège de la famille Townshend. La maison a donné son nom aux cinq villages du domaine, connus sous le nom de The Raynhams, et serait hantée. Son résident le plus célèbre est Charles Townshend, 2e vicomte Townshend (1674–1738), chef de la Chambre des lords.

## Architecture

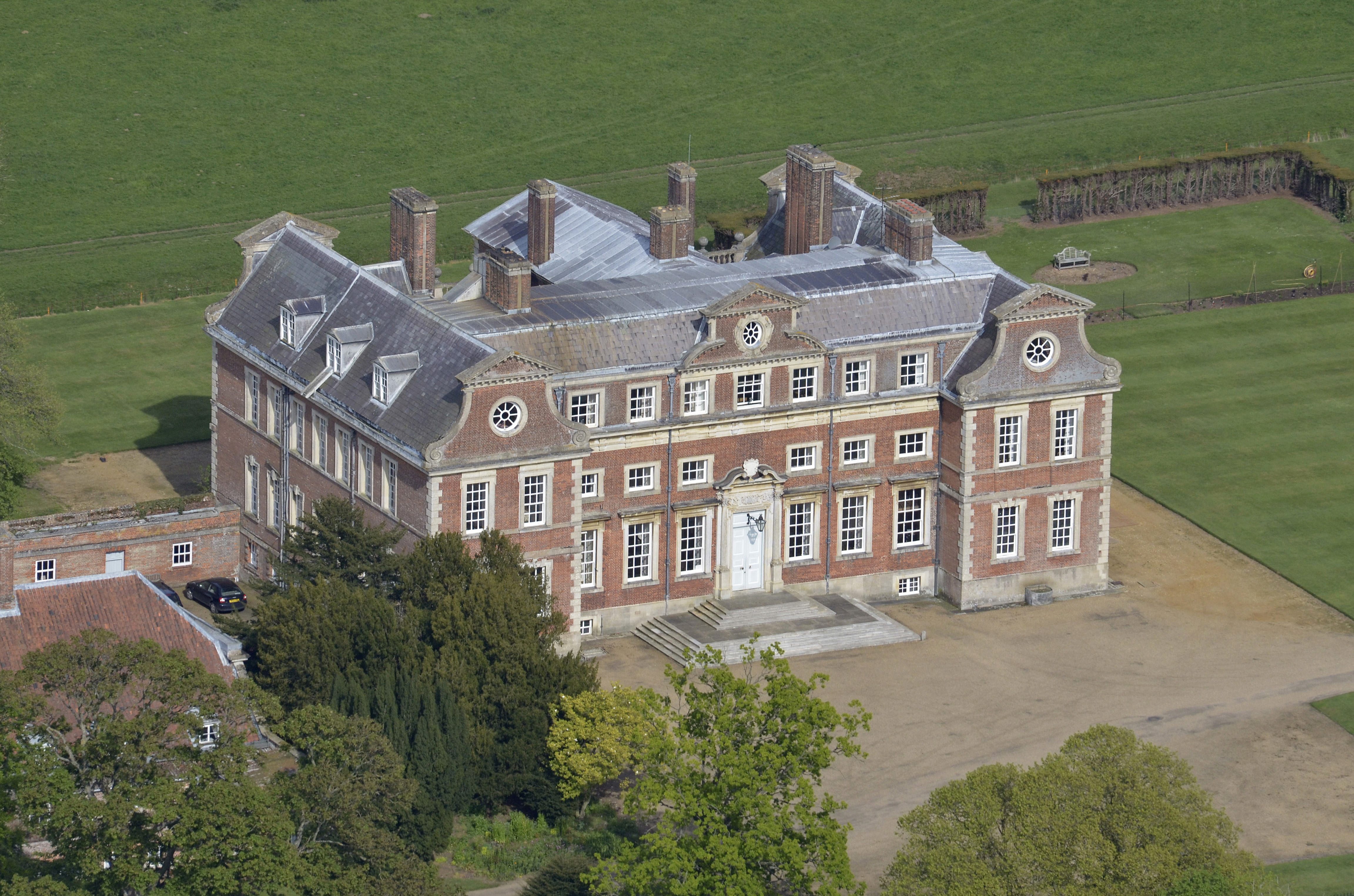
Vue aérienne de Raynham Hall

Raynham Hall est l'une des plus grandes maisons du Norfolk. Après un faux départ en 1619 et l'accumulation sur le site d'une grande quantité de pierre de Ketton en 1621, la construction commence en 1622, et au moment de la mort de Roger Townshend en 1637, elle est pratiquement terminée, bien qu'apparemment toutes les pièces n'ont pas été aménagées.
Que Raynham Hall ait été ou non "le premier du genre en Angleterre", comme l'a affirmé le généalogiste GE Cokayne c'est certainement "l'une des maisons de campagne les plus remarquables de l'époque". Peut-être à cause du Grand Tour d'Europe de trois ans que Roger Townshend a entrepris, accompagné de son maçon, William Edge de Raynham, qu'il paya en 1620 pendant vingt-huit semaines en l'accompagnant « en Angleterre et hors d'Angleterre ». Raynham est construit dans un style entièrement nouveau, abandonnant la tradition indigène et suivant la forme et le plan italiens. À l'exception de son toit en croupe et de ses pignons hollandais, Raynham pourrait facilement être confondu avec une maison construite près d'un siècle plus tard.
Les indications de Raynham selon lesquelles il aurait pu être influencé par Inigo Jones remplacent les attributions optimistes antérieures à Jones lui-même : John Summerson résume sa vision de sa conception : « Nous ne savons pas qui l'a conçu, mais nous pouvons en déduire que Townshend avait l'aide de quelqu'un qui a travaillé à proximité d'Inigo Jones, peut-être à Newmarket.".

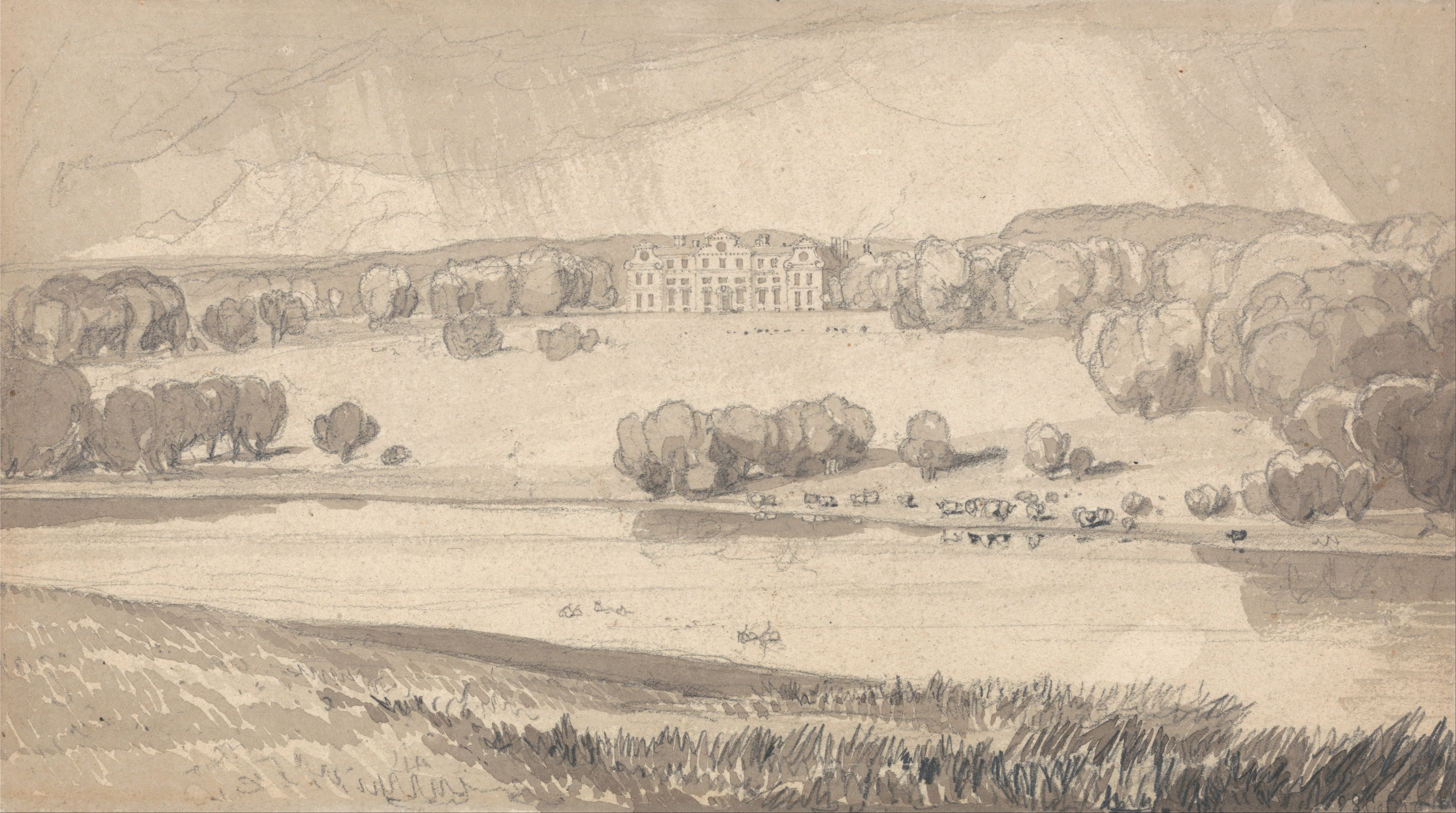
Le paysage mûri du XVIIIe siècle, dessiné par John Sell Cotman, v. 1818.

## Ajouts par William Kent
Des extensions et des intérieurs ultérieurs sont conçus pour le 2e vicomte Townshend par William Kent, qui rapproche les détails de son frontispice sur le front nord de la manière d'Inigo Jones, dont le style forme le modèle du palladianisme en Grande-Bretagne. Travaillant à Raynham de 1725 à 1732, Kent ajoute l'aile nord à Raynham et décore l'intérieur, où l'on peut voir une grande partie des plus beaux travaux de Kent, en particulier dans les cheminées architecturales richement sculptées,. les chambranles architecturaux et les murs peints. l'escalier imitant les niches et la sculpture en trompe-l'œil et le plafond peint imitant la mosaïque de la salle « Bélisaire ». L'impressionnant et magnifique plafond de la salle de marbre (achevée en 1730) avec son motif des armoiries de Lord Townshend est parfois attribué au XIXe siècle à Inigo Jones lui-même. Dans la State Dining Room, Kent introduit un paravent à la manière d'un arc de triomphe romain qui irrite particulièrement Lord Oxford, qui le voit en 1732 : "l' Arc de Sévère, sûrement une chose des plus saugrenues pour introduire un bâtiment dans une pièce, qui était conçu pour se tenir dans une rue.".

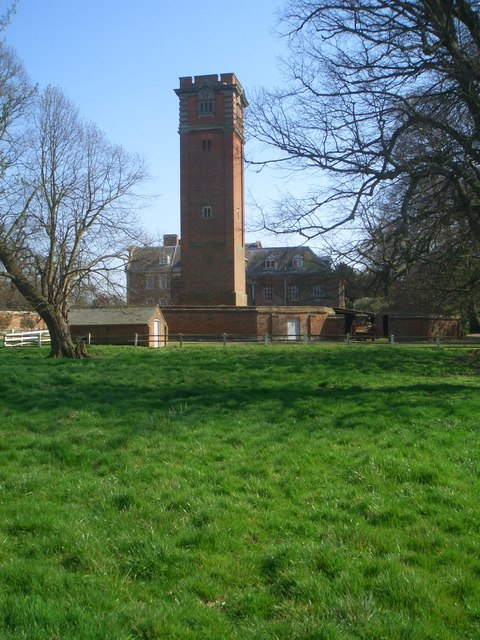
Le château d'eau, Raynham

Malgré une série de ventes au XXe siècle, de nombreux beaux portraits ornent encore les splendides pièces de Kent à Raynham. Accroché à côté de sa cheminée en marbre noir et blanc dans la chambre de la princesse se trouve un tableau qui serait une esquisse préliminaire du célèbre portrait de van Dyck "Enfants de Charles Ier". Jusqu'en 1904, il y a beaucoup plus de peintures à Raynham, dont plusieurs beaux portraits de famille de Kneller et Reynolds. Le plus célèbre et le plus précieux est "Belisarius" de Salvator Rosa, qui est offert au 2e vicomte Townshend par le roi Frédéric-Guillaume Ier de Prusse. Celui-ci est évalué à 5 000 £ en 1804, mais est cédé cent ans plus tard pour 273 £.
Charles Townshend, 8e marquis Townshend, est l'actuel propriétaire de la maison.

## Apparitions fantomatiques
Raynham Hall est également connue pour les différentes apparitions fantomatiques qui s'y seraient produites. En effet, Dorothy Walpole, la seconde femme de Charles Townshend, serait le sujet de ses apparitions. Elle est connue sous le nom « Dame Brune de Raynham Hall » en raison de la robe en brocart marron qu'elle porte.